# Армстронг, Адам (футболист)
Адам Джеймс Армстронг (англ. Adam James Armstrong; род. 10 февраля 1997[…], Ньюкасл-апон-Тайн) — английский футболист, нападающий клуба «Саутгемптон».

## Клубная карьера

### «Ньюкасл Юнайтед»
Будучи преданным болельщиком «Ньюкасл Юнайтед», Армстронг присоединился к клубу в возрасте девяти лет, пройдя через все этапы обучения в академии. В первых матчах Лиги профессионального развития забил пять мячей.
28 января 2014 года был впервые включён в заявку первой команды на игру против «Норвич Сити», так и оставшись на скамейке запасных. 15 марта 2014 года Армстронг дебютировал за клуб в рамках Английской Премьер-лиги — игрок вышел на поле на 86-й минуте встречи против «Фулхэма», заменив Люка де Йонга. Этот выход сделал его вторым самым молодым игроком, сыгравшим за «Ньюкасл» в Премьер-лиге после Казенги Луа-Луа.
24 сентября 2014 года Армстронг впервые попал в основной состав «Ньюкасла» в матче третьего круга Кубка Лиги против «Кристал Пэлас». «Ньюкасл» одержал победу со счётом 3:2 в дополнительное время, а сам Армстронг отметился двумя голевыми передачами. 26 декабря 2014 года футболист появился в основном составе в рамках Премьер-лиги, где его команда уступила «Манчестер Юнайтед» со счётом 1:3 на «Олд Траффорд».

#### «Ковентри Сити» (аренда)
28 июля 2015 года Армстронг присоединился к «Ковентри Сити» на правах молодёжной аренды до 16 января 2016 года. Он дебютировал 8 августа, забив два мяча в победной игре против «Уиган Атлетик» (2:0) на стадионе «Рико Арена». Неделю спустя он отметился ещё одним голом, на этот раз в ворота «Миллуолл» (4:0) с 35 метров. Бывшая легенда «Ковентри» и «Ньюкасла» Мики Куинн бросил Армстронгу вызов побить свой рекорд, установленный в 1992 года — тогда Куинн забил 10 мячей в 6 играх. 18 августа со счётом 3:2 был обыгран клуб «Кру Александра», а Армстронг выиграл награду лучшему игроку месяца в Лиге Один, забив 5 мячей в первых 5 матчах.
19 сентября Армстронг забил шестой гол и помог «Ковентри» одержать победу над «Честерфилдом», а уже 3 октября в ворота «Шрусбери Таун» влетел его седьмой гол в сезоне. Следующие забитые мячи пришлись на 31 октября и 3 ноября, в домашних победах над «Питерборо Юнайтед» и «Барнсли». Армстронг оформил свой первый хет-трик 2 января 2016 года в разгромном для «Кру Александра» (5:0) матче.
14 января 2016 года аренда нападающего была продлена до конца сезона. В апреле он был включён в символическую сборную по версии PFA в Лиге Один.

#### «Барнсли» (аренда)
Несмотря на два появления в составе «Ньюкасла» в начале сезона 2016/17, 30 августа Армстронг присоединился к другому представителю Чемпионшипа — «Барнсли», по первоначальной шестимесячной арендной сделки, предварительно подписав четырёхлетний контракт с «сороками». Это было желание Рафаэля Бенитеса, который хотел, чтоб Армстронг получил больше опыта на уровне Чемпионшипа. Нападающий дебютировал за «дворняг» 10 сентября, заменив Райана Кента в матче против «Престон Норт Энд» (2:1), и забил победный гол. В январе 2017 года было объявлено, что аренда Армстронга продлена до конца сезона.

#### «Болтон Уондерерс» (аренда)
17 июля 2017 года Армстронг присоединился к команде «Болтон Уондерерс» на правах аренды до января. Он дебютировал за клуб 6 августа, заменив под конец встречи Стивена Дарби в домашнем поражении «Болтона» от «Лидс Юнайтед» (2:3), а затем впервые вышел в старте в рамках Кубка Лиги, где помог одержать победу над «Кру Александра» (2:1), организовав гол в ворота соперника.
Армстронг был отозван из аренды 4 января 2018 года, отыграв всего в 23 матчах в составе «рысаков».

### «Блэкберн Роверс»
9 января 2018 года Армстронг вновь ушёл в Лигу Один, где присоединился к «Блэкберн Роверс» на правах аренды до конца сезона.
6 августа 2018 года Армстронг принял решение остаться на «Ивуд Парк», подписав четырёхлетний контракт с «бродягами», сумма трансфера предположительно составила 1,75 млн фунтов стерлингов.
Армстронг забил 64 гола в чемпионатах и кубках за 160 матчей в составе «Роверс», в том числе 29 голов в последнем сезоне за клуб.

### «Саутгемптон»
10 августа 2021 года Армстронг присоединился к команде Премьер-лиги «Саутгемптон», подписав четырёхлетний контракт за нераскрытый гонорар, который, как сообщается, составил около 15 миллионов фунтов стерлингов. Он забил в своём дебютном матче за клуб, в котором «святые» проиграли «Эвертону» со счётом 3:1 в день открытия сезона. 5 ноября 2021 года Армстронг забил свой второй гол, ставший победным в игре против «Астон Виллы» (1:0). В восьми следующих стартовых играх нападающий больше не смог отметиться забитыми мячами до конца сезона 2021-22.
6 августа 2022 года он снова впервые за долгое время появился в основном составе, это был старт сезона 2022-23, где «Саутгемптон» уступил «Тоттенхэм Хотспур» со счётом 4:1. 30 августа 2022 года Армстронг забил свой первый гол в новой кампании в победном матче над «Челси» со счётом 2:1. Дальше нападающий не забивал, положив конец своей безголевой засухе 7 января 2023 года, его команда обыграла «Кристал Пэлас» со счётом 2:1 в рамках Кубка Англии. В заключительной игре сезона 2022-23 Армстронг забил гол в ворота «Ливерпуля» в ничейном матче (4:4).
После вылета «Саутгемптона» из Премьер-лиги Армстронг забил гол в первой же игре сезона 2023-24, одержав победу со счётом 2:1 над «Шеффилд Уэнсдей». Неделю спустя Армстронг реализовал два пенальти в матче против «Норвич Сити» (4:4). 17 мая 2024 года он дважды забил гол в победной игре со счётом 3:1 на «Вест Бромвич Альбион» в ответном матче полуфинала плей-офф Чемпионшипа, обеспечив своей команде место в финале. Позже в том же месяце, 26 мая, он забил решающий гол в победе со счётом 1:0 над «Лидс Юнайтед» в финале, обеспечив выход своего клуба в Премьер-лигу.

## Карьера в сборной
Армстронг представлял Англию в возрасте до 16 и до 17 лет. Он дебютировал за U16 27 сентября 2012 года, одержав победу со счётом 5:0 над Северной Ирландией в рамках турнира «Щит Победы» — для Англии это стало двенадцатым чемпионством подряд. Свой первый гол он забил 13 февраля 2013 года в товарищеском матче против Германии, выйдя на замену во втором тайме вместо Айзая Брауна. Летом 2013 года он был вызван на «Турнир в Монтегю» во Франции, где англичане сыграли с Германией, Нидерландами и Чили. В первом матче Англия разошлась миром с Нидерландами (1:1), затем обыграла Чили (3:1) благодаря голам Патрика Робертса и Джорджио Расуло. Ничья с Германией (1:1) значила, что Англия финишировала на первом месте в группе, встретившись с Турцией в финале. Армстронг забил гол в ворота турок, но его сборная уступила в серии пенальти после ничейного результата по итогу встречи — 2:2.
Это было его последним появлением для команды U16, так как он перешёл в U17, забив свой дебютный гол в победном матче против Турции на международном турнире ФА, проходившем в национальном футбольном центре «Сейнт Джордж Парк» в Бертон-апон-Трент. Армстронг был вызван в состав команды на матчи отборочного этапа Чемпионата Европы до 17 лет против Армении, Гибралтара и Ирландии, забив дважды в каждой из трёх игр, а Англия стала победителем группы с 18 забитыми мячами и не пропустив ни одного гола. Впоследствии Англия сыграла против Чехии, Албании и Италии в элитном раунде. Армстронг принял участие в первых двух играх, обе закончились со счётом 1:0 — против Чешской Республики и Албании. Из-за положительных результатов, сборной Англии требовалась ничья в финальной игре с Италией, но англичане одержали победу (2:1), а Армстронг забил первый гол, квалифицировавшись в финальный турнир, который должен был состояться на Мальте. Здесь нападающий забил дважды, прежде чем пропустил финал из-за травмы.
26 августа 2014 года Армстронг получил свой первый вызов в расположение команды U18. Он отметил свой дебют двумя забитыми мячами в товарищеском матче против Нидерландов, который состоялся 3 сентября. Он продолжил забивать в победным матчах против Польши и Швейцарии, доведя свой счёт до четырёх голов в первых четырёх матчах. Во второй игре против швейцарцев Армстронг забил дважды, а Англия разгромила соперника — 6:1.
8 октября 2015 года Армстронг отправился в сборную Англию U19, которая сыграла против Македонии. 9 ноября 2016 года, выступая на уровне U20, Армстронг сделал хет-трик в ворота Норвении.
Армстронг был вызван в расположение сборной Англии U20 на Чемпионат Мира по футболу среди молодёжных команд до 20 лет. На турнире он вышел на поле четыре раза, отметившись голом в ворота Аргентины. Нападающий остался на скамейке запасных в финале, где Англия обыграла Венесуэлу со счётом 1:0.

## Статистика выступлений
| Клуб                      | Сезон            | Лига             | Лига | Лига | Кубок Англии | Кубок Англии | Кубок Лиги | Кубок Лиги | Прочие | Прочие | Итого | Итого |
| Клуб                      | Сезон            | Дивизион         | Игры | Голы | Игры         | Голы         | Игры       | Голы       | Игры   | Голы   | Игры  | Голы  |
| ------------------------- | ---------------- | ---------------- | ---- | ---- | ------------ | ------------ | ---------- | ---------- | ------ | ------ | ----- | ----- |
| Ньюкасл Юнайтед           | 2013/14          | Премьер-лига     | 4    | 0    | 0            | 0            | 0          | 0          | —      | —      | 4     | 0     |
| Ньюкасл Юнайтед           | 2014/15          | Премьер-лига     | 11   | 0    | 1            | 0            | 3          | 0          | —      | —      | 15    | 0     |
| Ньюкасл Юнайтед           | 2015/16          | Премьер-лига     | 0    | 0    | —            | —            | —          | —          | —      | —      | 0     | 0     |
| Ньюкасл Юнайтед           | 2016/17          | Чемпионшип       | 2    | 0    | —            | —            | 0          | 0          | —      | —      | 2     | 0     |
| Ньюкасл Юнайтед           | 2017/18          | Премьер-лига     | 0    | 0    | 0            | 0            | —          | —          | —      | —      | 0     | 0     |
| Ньюкасл Юнайтед           | Итого            | Итого            | 17   | 0    | 1            | 0            | 3          | 0          | —      | —      | 21    | 0     |
| Ковентри Сити (аренда)    | 2015/16          | Лига Один        | 40   | 20   | 0            | 0            | 0          | 0          | 0      | 0      | 40    | 20    |
| Барнсли (аренда)          | 2016/17          | Чемпионшип       | 34   | 6    | 1            | 0            | —          | —          | —      | —      | 35    | 6     |
| Болтон Уондерерс (аренда) | 2017/18          | Чемпионшип       | 20   | 1    | 0            | 0            | 3          | 2          | —      | —      | 23    | 3     |
| Блэкберн Роверс (аренда)  | 2017/18          | Лига 1           | 21   | 9    | 0            | 0            | 0          | 0          | —      | —      | 21    | 9     |
| Блэкберн Роверс           | 2018/19          | Чемпионшип       | 44   | 5    | 2            | 1            | 2          | 3          | —      | —      | 48    | 9     |
| Итого за карьеру          | Итого за карьеру | Итого за карьеру | 178  | 41   | 4            | 1            | 8          | 5          | 0      | 0      | 188   | 47    |

## Достижения

### Командные достижения
Блэкберн Роверс
- Второе место в Лиге 1 и повышение: 2017/18[73]

Сборная Англии (до 17)
- Чемпион Европы (до 17 лет): 2014

Сборная Англии (до 20)
- Чемпион мира (до 20 лет): 2017

Сборная Англии (до 21)
- Чемпион Турнира в Тулоне: 2018[74]

### Личные достижения
- Команда года по версии ПФА: Лига 1[75]
- Игрок месяца в Лиге Один: август 2015[76]
- Игрок месяца в Лиге 1: февраль 2018
- Игрок месяца в Чемпионшипе: январь 2019